# 秋谷漁港
秋谷漁港（あきやぎょこう）は、神奈川県横須賀市秋谷にある第1種漁港である。

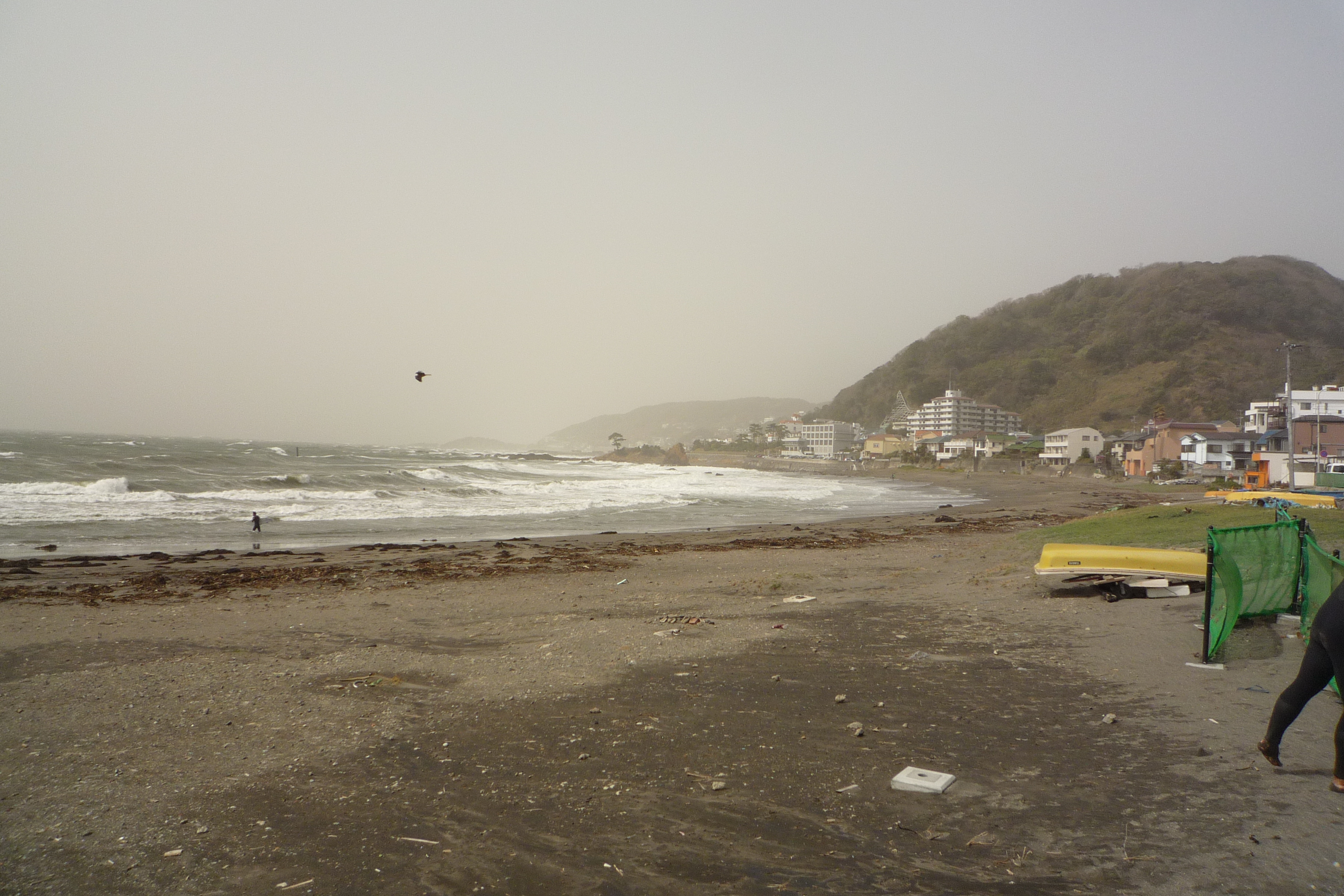
秋谷の海岸（2010年03月21日）

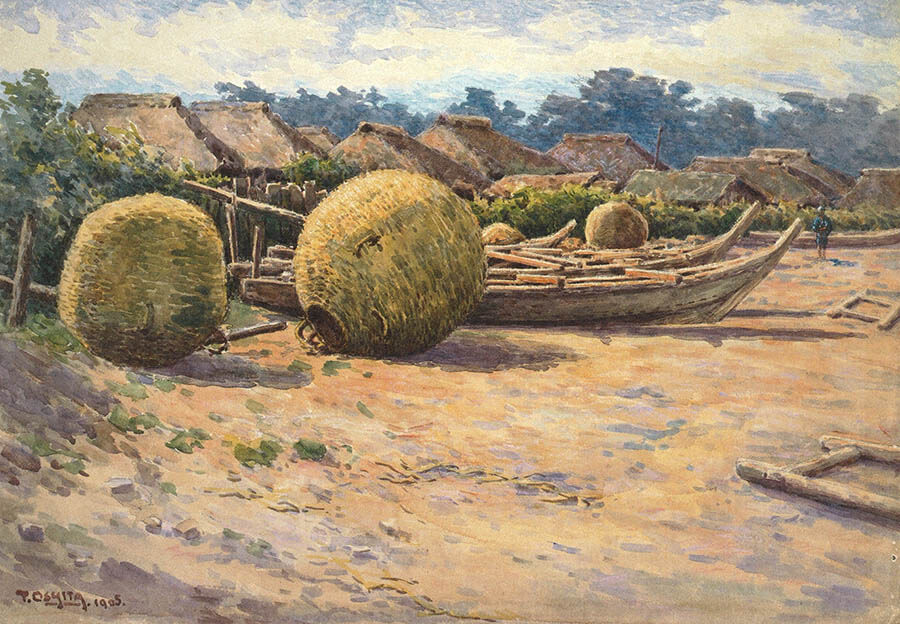
明治時代の秋谷の漁村風景
（大下藤次郎-1905年-紙に水彩）

## 概要
- 管理者 - 神奈川県横須賀市
- 漁業協同組合 - 横須賀大楠
- 組合員数 - 60名（2001年（平成13年）12月）
- 漁港番号 - 2110050

## 沿革
- 1952年12月29日 - 第1種漁港に指定

## 主な魚種
- シラス
- マグロ
- イワシ
- サバ
- ワカメ

## 主な漁業
- 引き網漁業
- 釣り
- 小型定置網
- 刺し網漁業
- 採貝業

## 交通
- JR横須賀線逗子駅・京急逗子線逗子・葉山駅より京浜急行バス秋谷下車、徒歩3分。